# السپت دنینگ
السپت دنینگ (انگلیسی: Elspeth Denning؛ زادهٔ ۱۹ ژوئن ۱۹۵۶) بازیکن هاکی روی چمن اهل استرالیا بود.